# ЛП-19
Валочно-пакетирующая машина ЛП-19 (ЛП-19А, ЛП-19Б) — самоходная машина, разработанная для выполнения лесозаготовительных работ по хлыстовой технологии заготовки древесины. 
Предназначена для валки деревьев и формирования их в пачки для последующей трелёвки трелевочным трактором.
Выпускалась Йошкар-Олинским заводом лесного машиностроения Минстройдормаша. 
Постановлением Кабинета министров Союза ССР от 18 июня 1991 года присуждена Премия Совета Министров ССР Чемекову Томасу Аркадьевичу за разработку и крупномасштабное внедрение технологии лесозаготовок на базе валочно-пакетирующих машин ЛП-19, ЛП-19А.
На сегодняшний день ЛП-19 выпускается в г.Йошкар-Ола ООО фирма «ЛЕСТЕХКОМ»

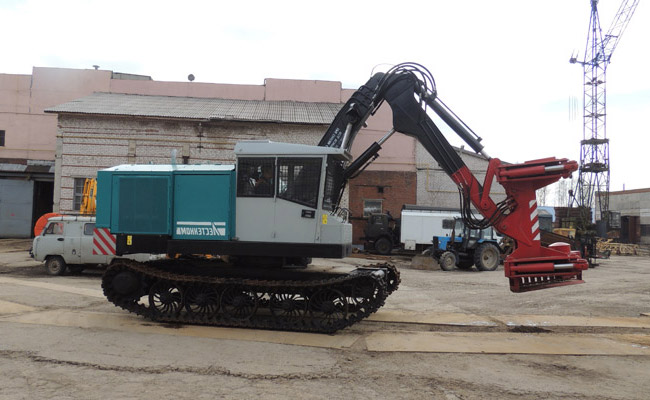

## Исполнение ЛП-19

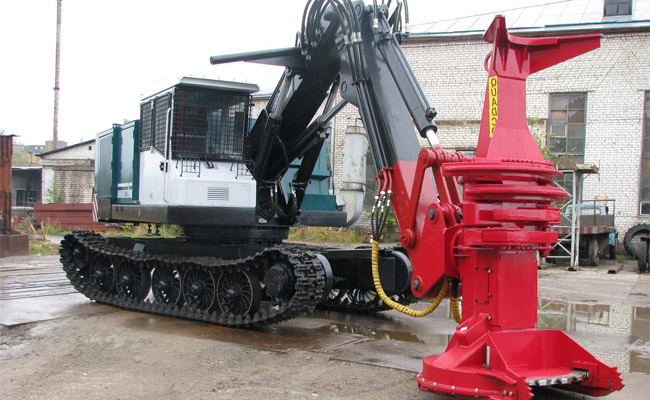

Валочно-пакетирующая машина с традиционным механизмом срезания/пакетирования деревьев, в основе которого цепная пила. Эта машина предназначена для спиливания деревьев диаметром до 90 см и укладывания их в пакеты, удобные для последующей транспортировки трелёвочным трактором.
В силу своих конструктивных особенностей, машина этой модели производит спиливание и укладку деревьев по одному, поэтому эффективность применения такой машины тем выше, чем крупнее лес.
Валочно-пакетирующая машина с прогрессивным механизмом срезания/пакетирования деревьев, в основе которого дисковая пила и механизм накапливания деревьев в захвате.
Эта машина предназначена для спиливания деревьев диаметром до 52 см и укладывания их в пакеты, удобные для последующей транспортировки трелёвочным трактором.

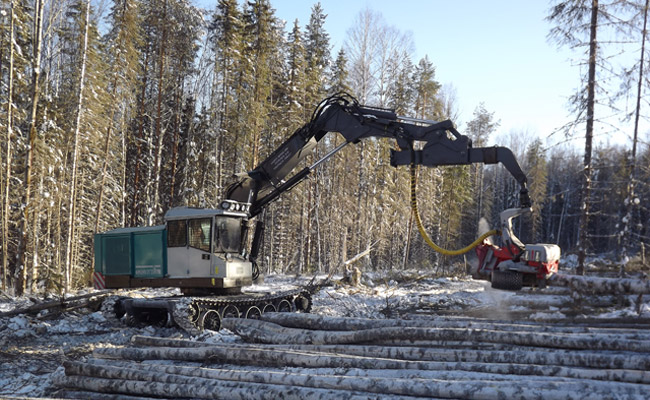

Валочно-сучкорезно-раскряжевочная машина (лесной комбайн) с прогрессивным автоматизированным харвестерным оборудованием и компьютерной системой измерения.
Эта машина, в зависимости от выбранной на предприятии технологической схемы, может использоваться как для получения сортиментов непосредственно у пня, так и для получения хлыстов или сортиментов на верхних складах или непосредственно вблизи погрузочной площадки.

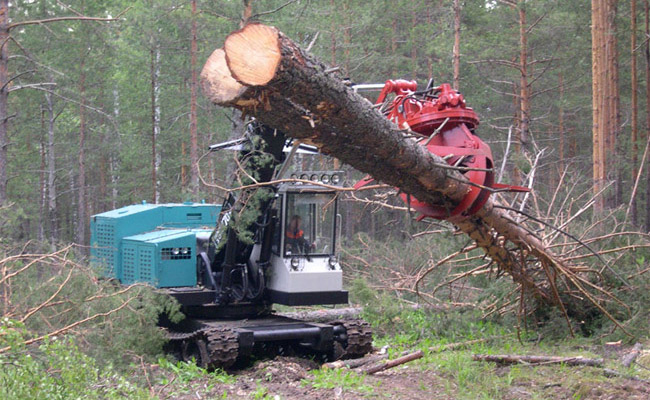

Стреловой погрузчик с полноповоротным грейферным захватом. Эта машина предназначена для погрузки и выгрузки, штабелевки и сортировки хлыстов и бревен, а также различных видов длинномерных грузов (столбы, прокат, балки, рельсы, трубы и др.).
Машины этой модели с успехом используются в труднопроходимых условиях для строительства лежневых дорог.